# آگوستین اوخدا
آگوستین اوخدا (اسپانیایی: Agustín Ojeda‎; ۹ سپتامبر ۱۸۹۸ – ۱۶ نوامبر ۱۹۳۸) بازیکن فوتبال اهل مکزیک بود.
از باشگاه‌هایی که در آن بازی کرده‌است می‌توان به باشگاه فوتبال آمریکا اشاره کرد.
وی همچنین در تیم ملی فوتبال مکزیک بازی کرده‌است.